# Фаленский, Юзеф
Юзеф Фаленский (1784—1839) — польский историк; был судьёй Верховного суда в Варшаве и был близким соратником Николая Николаевича Новосильцева. Будучи судьёй, был напрямую причастен к вынесению смертных приговоров и ссылке на каторжные работы поляков — борцов за независимость Польши. Написал «Historya Polski krótko zebrana, dzieje narodowe od powstania aź do podziału i upadku państwa tego obejmuąca» (1819); перевёл на польский язык часть сочинения немецкого историка Ремера и издал его под заглавием «Historya powszechna Starożytna» (1822).
Сын — Фелициан Фаленский.